# پاسخ ضربه محدود

ضربات دو تابع به ترتیب.ابی به صورت پیوسته و قرمز به صورت گسسته

فیلتر با پاسخ ضربه محدود (Finite Impulse Response (FIR) filter) فیلتری است که اگر به ورودی آن تابع ضربه اعمال شود، خروجی پس از شماری محدود از نمونه‌ها صفر می‌شود؛ یعنی خروجی در اثر ورودی ضربه فقط برای مدت زمانی محدود مقادیر غیر صفر دارد. از آنجایی که تابع تبدیل یک سیستم در واقع خروجی سیستم در اثر ورودی ضربه می‌باشد می‌توان نتیجه گرفت که تابع تبدیل این گونه فیلترها فقط دارای شماری محدود نمونه مقدار غیر صفر است.

## اصول کار
فیلتر با پاسخ ضربه محدود در پردازش سیگنال رقمی کاربرد فراوانی دارند. این فیلترها مرکب از جمع‌کننده، ضرب‌کننده دودویی و تأخیر دهنده هستند. در نمودارهایی که فیلتر را نشان می‌دهد یک دایره با علامت مثبت وجود دارد که جمع‌کننده است و موقعی استفاده می‌شود که تعداد ورودی از دو بیشتر باشد. از نظر ساختاری عمل جمع توسط یک سامانه درختی افزاینده ایجاد می‌شود. ضرب‌کننده‌ها از بخش‌های پیچیده تری برخوردارند؛ بنابر این گاهی توسط بخش‌های ساده‌تر تفکیک می‌شوند. بعنوان مثال برای ضرب با ۸ بهتر است تا عدد را سه تا به سمت چپ جابجا کنیم. یک ایراد این کار در این است که رجیستر جابجا کننده مانند ضرب‌کننده دارای ویژگی انعطاف‌پذیری نیست و فقط وقتی کار می‌کند که ۳ اعداد مورد استفاده توان ۲ داشته باشند مثال در مورد بالا ۲ = ۸. عوامل تأخیری می‌توانند رجیستر باشند. در واقع چون رجیسترها برای ذخیره کردن یک مقدار برای زمان کوتاه مورد استفاده قرار می‌گیرند، به عنوان عامل تأخیر دهنده تلقی می‌شوند. داشتن دو ثبات در یک ردیف دو واحد زمانی، سیگنال را تأخیر می‌دهند. اصطلاح پاسخ ضربه محدود روندی است که طی آن فیلتر بر روی یک سیگنال اثر می‌گذارد. یک تابع ضربه یک ورودی خاص است که مقدار آن بجز در یک نقطه که واحد است، در بقیه مکان‌ها صفر است. پاسخ یک فیلتر پاسخ ضربه محدود در قبال این تابع محدود به زمان خاص است که وجه تسمیه آن است.

## تعریف
{\displaystyle {\begin{aligned}y[n]&=b_{0}x[n]+b_{1}x[n-1]+\cdots +b_{N}x[n-N]\\&=\sum _{i=0}^{N}b_{i}\cdot x[n-i],\end{aligned}}}

## پیاده‌سازی
پیاده‌سازی فیلتر با پاسخ ضربه محدود، با کمک افزاره‌های مدارات رقمی امکان‌پذیر است.